# 강철비
"강철비"는 2017년 12월 14일에 개봉한 대한민국의 영화이다. 또한 강철비는 감독인 양우석의 웹툰 "스틸 레인"을 원작으로 한다.

## 줄거리
북한에서 쿠데타가 발생한다. 북한 최정예요원 엄철우(정우성 분)는 치명상을 입은 ‘북한 1호’와 함께 남한으로 피한다. 그 사이 북한은 대한민국과 미국을 상대로 선전포고를 하고, 남한은 계엄령을 선포한다. 한편 외교안보수석 곽철우(곽도원 분)는 북한 1호가 남한으로 내려왔다는 정보를 입수하고 전쟁을 막기 위해 이들에게 긴밀한 접촉을 시도한다. 한반도 핵무기를 둘러싼 일촉즉발의 상황을 풀어나가는 그들의 고군분투가 시작된다.

## 캐스팅

### 주연
- 정우성 : 엄철우(嚴鐵友) 역
- 곽도원 : 곽철우(郭哲宇) 역

### 조연
- 김갑수 : 리태한 역
- 김의성 : 이의성 역
- 이경영 : 김경영 역
- 조우진 : 최명록 역
- 정원중 : 박병진 역
- 장현성 : 정세영 역
- 김명곤 : 리홍장 역
- 박은혜 : 권숙정 역
- 박선영 : 강지혜 역
- 안미나 : 송수미 역
- 원진아 : 려민경 역
- 이재용 : 박광동 역
- 이윤건 : 박용건 역
- 김형종 : 이향필 역

### 단역
- 이채은 : 곽세림 역
- 이시우 : 곽세민 역
- 고나희 : 엄인영 역
- 크리스튼 댈턴 : CIA한국지부장 조앤 마틴 역
- 론 도나치 : 미국 국무부장관 마이클 돕스 역
- 김기현 : 북한내각총리 박기현 역
- 김중기 : 사카이 다카시 역
- 나광훈 : 주 북한 중국대사 당홍차이 역
- 전영미 : 조선중앙TV 여앵커 역
- 최규환 : 군의관 역
- 이지원 : 해커병 역
- 현봉식 : 장마당사내 역
- 최성환 : 북한1호 역
- 성세정 : 남자앵커 역
- 권한솔 : 북한안내원 역
- 안병식 : 남북출입국사무소직원 역
- 박민희 : NSC합참의장 역
- 성민수 : NSC국무총리 역
- 손성찬 : NSC국정원장 역
- 강종성 : NSC외교부장관 역
- 권범택 : NSC국방부장관 역
- 김용진 : NSC통일부장관 역
- 박기원 : NSC비서실장 역
- 김태한 : 김 과장 역
- 지자혜 : 망향국수집이모 역
- 정환 : 월하삼거리검문소군인 역
- 한창현 : 청와대행정관 역
- 양욱 : 국군병원특임대소령 역
- 정종우 : 국군병원특임대중대장 역
- 김길홍 : 최영식 역
- 이황의 : 리만겸 역
- 황만익 : 서홍만 역
- 데이비드 리 : 남한출입국사무소 중국남자 역
- 고해성 : 출입국사무소 외교부통역관 역
- 최현종 : 일본해상자위대 이지스함조작병 역
- 나주호 : 장마당사회보위부요원 역
- 고재운 : 류인친 역
- 신동명 : 김두원 역
- 장용복 : 리현길 역
- 손영진 : 한병선 역
- 안드레아스 프론크 : 주한미군사령부대변인 역
- 제이슨 메리아독 퍼거슨 : 월터기자 역
- 앤드류 윌리엄 브랜드 : 성남캠프탱고중령 역
- 아킴 페드로 : 성남캠프탱고관측병 역
- 다니엘 케네디 : 카이오와조종사 역
- 라이언 마우러 : 카이오와공격수 역
- 다니엘 조이 알브라이트 : B-52폭격기조종사 역
- 트레버 매큐언 : B-52폭격기부조종사 역
- 마이클 존 데이비드 : B-52폭격기작전기획관 역
- 문진식 : 저격병 역
- 한승수 : 저격관측병 역
- 김한민 : 일본해상자위대 이지스함 함장 역 (우정출연)
- 김지호 : 최수현 역 (특별출연)

## 수상
- 2018년 제23회 춘사영화제 남우주연상 (정우성)
- 2018년 제38회 한국영화평론가협회상 영평 11선

## 같이 보기
- 강철비 2: 정상회담
- 미놋 공군기지
- 타우러스 미사일
- M270 MLRS